# Елесун
Елесун (рос. Элэсун) — улус Курумканського району, Бурятії Росії. Входить до складу Сільського поселення Елесунське.
Населення — 511 осіб (2015 рік).